# Equisetum intermedium
Equisetum intermedium là một loài dương xỉ trong họ Equisetaceae. Loài này được Rydb. mô tả khoa học đầu tiên năm 1917.
Danh pháp khoa học của loài này chưa được làm sáng tỏ. 